# ミナンカバウ人
ミナンカバウ人（インドネシア語: Suku Minangkabau、あるいは、ミナン人やパダン人の名前でも知られている）とは、インドネシア・西スマトラ州の高地に住んでいる民族集団である。ミナンカバウ人は母系社会として有名であり、財産や土地は、母から娘に相続される。いっぽう、宗教的儀式や政治においては一部で女性が重要な役割を果たすとはいえ、男性が中心となって行われる。
西スマトラ州を中心に400万人が居住していると考えられているが、300万人以上が、インドネシアやマレーシア半島部の都市に居住している。
ミナンカバウ人は、厳格なイスラーム教徒である一方で、アダットと呼ばれる現地に生き残る慣習も大事にしている。彼らの慣習は、イスラーム到達以前より生き残っている精霊信仰（アニミズム）に起源を持つ。現在のイスラームとアダットの関係は、「アダットはイスラーム法を基本としており、イスラームはクルアーンを基に成立している」という言葉で叙述される。

## 語源

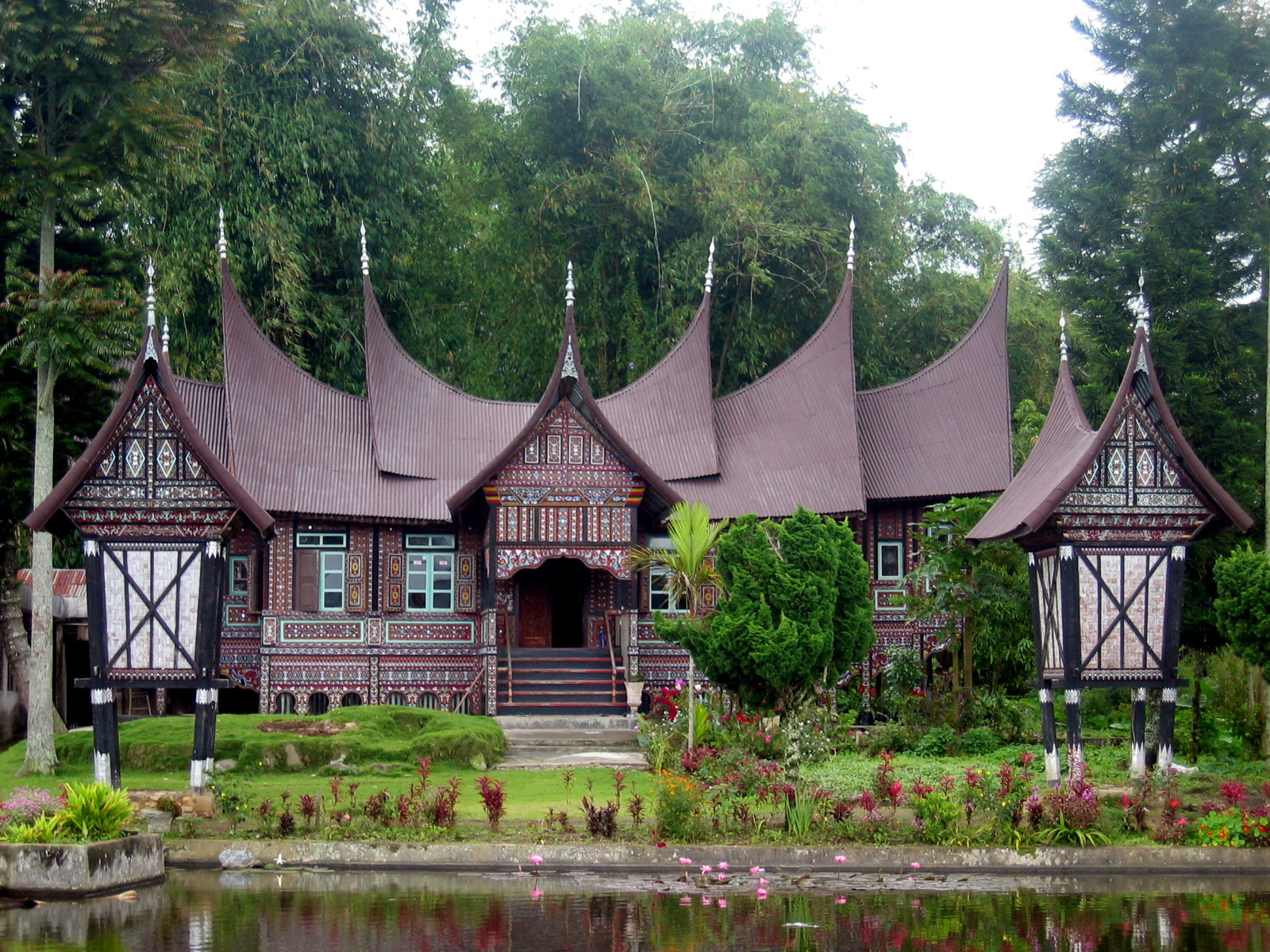
ルマ・ガダン。西スマトラで顕著に見られるミナンカバウ人の住居

ミナンカバウという言葉は、2つの単語の合成語である。すなわち、勝利を意味するminangと猛牛を意味するkabauである。ミナンカバウ人と対立していた王子が境界をめぐる争いを行っていたという伝説がその名前の起源とする。
その伝説によると、戦いを避けるために、二頭の水牛を争わせる事を現地の人々が王子に提案した。王子はその提案に賛成し、その戦いには大きく、もっとも凶暴な水牛を戦わせることとした。一方、ミナンカバウ人は、ナイフのように切れ味が鋭い角を持ち、飢えていた赤ちゃんの水牛を戦わせることとした。戦いになると、赤ちゃん水牛はミルク欲しさに、大きな水牛のあとを走り回った。大きな水牛は赤ちゃん水牛に対し、虞を感じなかったため、赤ちゃん水牛を自らのお腹の下に招きいれてしまった。赤ちゃん水牛はお腹の下に入り込み、上を見上げると、その鋭い角で大きな水牛の胸を破裂させてしまい、大きな水牛は死んでしまったという。
ミナンカバウ人の伝統的住宅をルマ・ガダン（en）と呼ぶ。ミナンカバウ語で「大きな家」を意味する彼らの住宅の屋根は、まさしくこの伝説の赤ちゃん水牛の角をモチーフとしている。

## 歴史

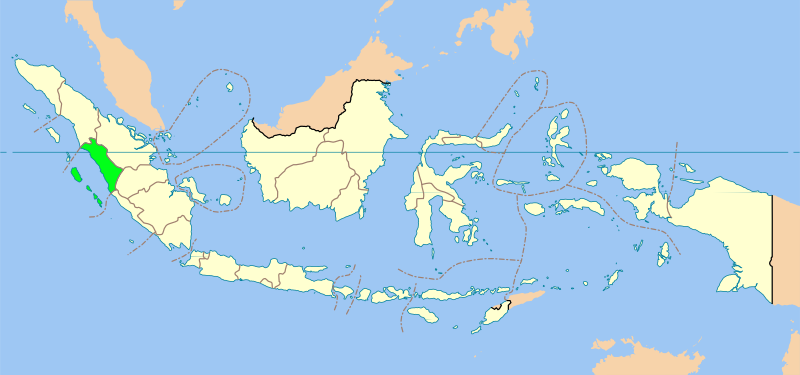
西スマトラ州の位置。ミナンカバウ人の故地。

紀元前500年ごろには、オーストロネシア語族がスマトラ島に到達されたとされる。オーストロネシア諸語を話す人々は、台湾から東南アジア各地に広がったが、ミナンカバウ人もその一派である。そのため、ミナンカバウ語は、マレー語との親近性が高い。しかしながら、マレー語とミナンカバウ語が同一の祖語から分裂したことは明らかであるが、マレー文化とミナンカバウ文化との間の正確な歴史関係はよくわからない。20世紀まで、スマトラ島の住民の大多数が、高地に居住していた。スマトラ島の高地には、人々が住むには快適な空間、すなわち、豊富で新鮮な水、豊穣な土壌、赤道直下にもかかわらず冷涼な気候、金や象牙のような商品価値の高い産品が用意されていたからである。ミナンカバウ人が居住する高地は稲の水耕栽培に適しており、他のスマトラ島の住民や諸外国の人々が、ミナンカバウ人が居住する地域と接触する以前に、稲の水耕栽培が発展していた。

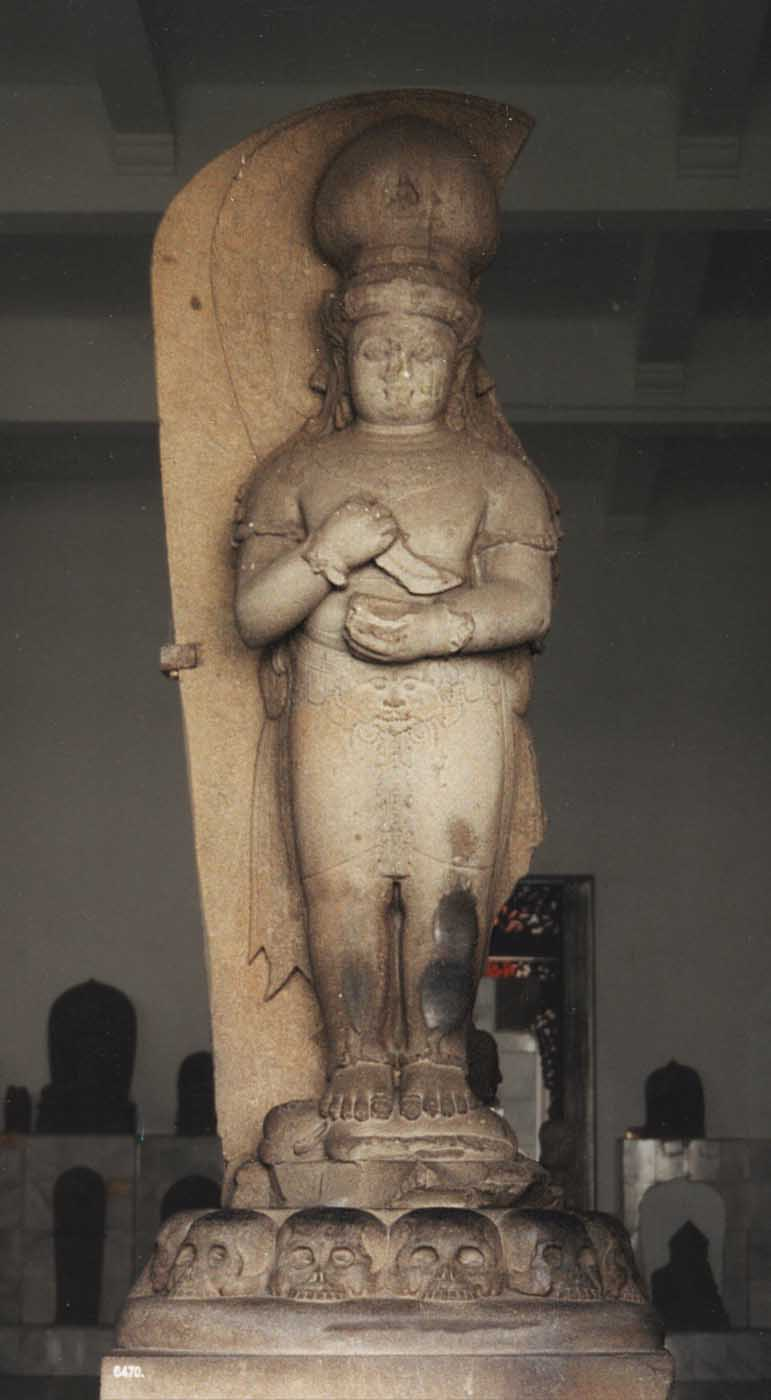
アディティヤワルマン像(インドネシア国立博物館)

アディティヤワルマン（ジャワ島の歴史におけるシンガサリ朝とマジャパヒト王国とを結ぶ、密教の信奉者）が1347年から1375年の間、ミナンカバウ人の居住する高地であるダレックに、王国を建国したと考えられている。王室のシステムを現地に導入したことにより、ミナンカバウ人が居住するスマトラ島の高地も、暴力や紛争に巻き込まれるようになった。また、結果として、ミナンカバウ人の村落が2つの政治伝統に分割された。ボディ・チャニアゴ（Bodi Caniago、民主的統治のアダットを採用する人々）とコト・ピリアン（Koto Pilang、貴族的統治のアダットを採用する人々）と呼ばれる。
アディティヤワルマン以降、16世紀までは、ミナンカバウ人を統治する王室の権威は、3つの王という形で認識されるようになった。3つの王とは、「世界の王」を意味するラジャ・アラーム、「アダットの王」を意味するラジャ・アダット、「宗教の王」を意味するラジャ・イバダットであり、この3つの王の統治体制をRajo Tigo Seloと呼ぶ。ミナンカバウの王たちは、カリスマを帯びており、金の採掘や貿易から獲得された利潤の数パーセントを受け取っていたとはいえ、村々の運営に対しては十分な権威を持っていなかった。あくまでも、王はミナンカバウ人の故地であるダレックと彼らが故地から海岸部へ移住されて新たにミナンカバウ人が住むようになったランタウを2つのアダットによる統治システム、静的なダレックと動的なランタウをまとめ、繁栄の象徴としての機能であった。
16世紀半ばになると、アチェ王国が、ミナンカバウ人が利用していた海岸に侵攻した。その目的は、金を取得するためであった。また、ミナンカバウ人がイスラームを受容したのもこの頃である。ミナンカバウ人が初めて西洋人と接触を持ったのは、1529年のフランス人の航海者であるJean et Raoul Parmentierによる航海の時である。オランダ東インド会社がミナンカバウ人の居住地で最初に金を獲得したのはもっと、時代が下った1651年のことであり、その場所は、パリアマン（id）であった。しかし、オランダ人は、後に貿易の場所をパリアマンから南のパダンへと移した。アチェ王国の干渉を避けるのが目的であった。1663年、オランダはミナンカバウ人との間にアチェ王国に対する防衛条約を締結し、その見返りとして、ミナンカバウ人との貿易の独占権とパイナン（id）とパダンに貿易拠点を確保することとなった。
オランダ人は、海岸部における金とその他の産物を主とする貿易に満足していたため、ミナンカバウ人の主な居住地域である高地に分け入ることはなかった。1781年から1784年の間、第四次英蘭戦争（en）において、パダンがイギリスの支配下に入り、1795年から1819年にかけてのナポレオン戦争において、再度、オランダはイギリスからパダンを奪還している。
18世紀の後半ごろから、ミナンカバウの王の経済的基盤であった金が枯渇し始めてきた。ほぼ同時期に、ミナンカバウの各地において、農業産品が主要な輸出商品として栽培が開始された。特に、コーヒーの生産が活発となった。1803年には、パドリと呼ばれるイスラーム急進派と従来の王族勢力の間が衝突した。1815年には、王族勢力の多くがパドリによって殺される事態となった。このような情勢を受け、オランダは、パドリ勢力との衝突を回避することが出来なくなり、最初の攻撃は、1821年4月におけるオランダによるパドリの村の攻撃であった。ここに、パドリ戦争と呼ばれる戦争が始まった。

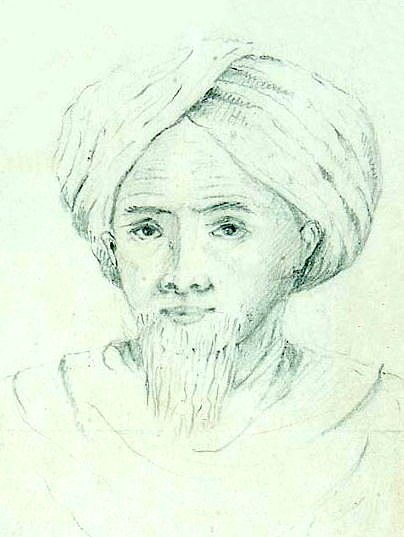
トゥアンク・イマーム・ボンジョル

パドリ戦争の第一段階は、1825年に終了した。オランダは、パドリの指導者であったトゥアンク・イマーム・ボンジョル（id）との間に敵対関係を終了させることと現地に派遣されていたオランダ軍をジャワ戦争に派遣させることを内容とした協定を結んだ。1830年にジャワ戦争が終了すると、強化されたオランダ軍は、前の戦争と比較するとより効果的に、パドリを攻撃することが可能となり、1837年のボンジョルの捕縛とまもなく実施された流刑によって、パドリ戦争は、オランダの勝利で終わることとなった。
ミナンカバウ人が住んでいた地域はオランダの植民地となり、公共交通は改善されることとなった。一方で、オランダによる経済的搾取が強化されることとなった。ミナンカバウ人の土地には、新たな教育制度が導入されることとなり、ミナンカバウ人は、近代的な教育制度を利用することが出来るようになった。20世紀になると、文化的・政治的側面でナショナリズムが台頭することとなり、1908年の反租税法反乱、1927年の共産主義者による相乗が起こった。
第二次世界大戦の間は、ミナンカバウ人は、日本の統治下に入った。1945年8月、日本が降伏をすると、インドネシアは独立を宣言した。オランダは、半永久的にオランダ領東インドの支配を続けようと企図したが、最終的に、1949年には、ミナンカバウ人の住む地域はインドネシアの中央スマトラ州として、インドネシアの一部を構成するようになった。
1958年2月、スカルノによる中央集権主義と親共的政策に対する不満がミナンカバウ人の間で醸成されたこともあり、インドネシア共和国革命政府（PRRI）と宣言する反政府勢力による反乱が勃発した。1958年4月、インドネシア国軍は、西スマトラに侵攻を開始し、翌月には主要都市を占領した。ゲリラ戦が展開されたが、そのゲリラ戦も1961年には終焉を告げた。最終的には、ジャワ人を中心とするインドネシア国軍、警察、文民がミナンカバウの行政権を奪取することとなった。中央集権化は、スカルノのあとを継いだスハルトによっても継続された。インドネシア政府は、インドネシア全域をジャワ島の農村システムであるデサ（desa）制度を導入した。1983年には、伝統的なミナンカバウ人の農村システムであるナガリ・システムは、より小さなジョロン（jorong）単位に細分化された。このことによって、農村における社会的・文化的慣習は破壊されることとなった。スハルト失脚後は、行き過ぎた中央集権化は緩和されるようになり、西スマトラ州は、ナガリ・システムの再構成を認められた。

## ミナンカバウにおける修史

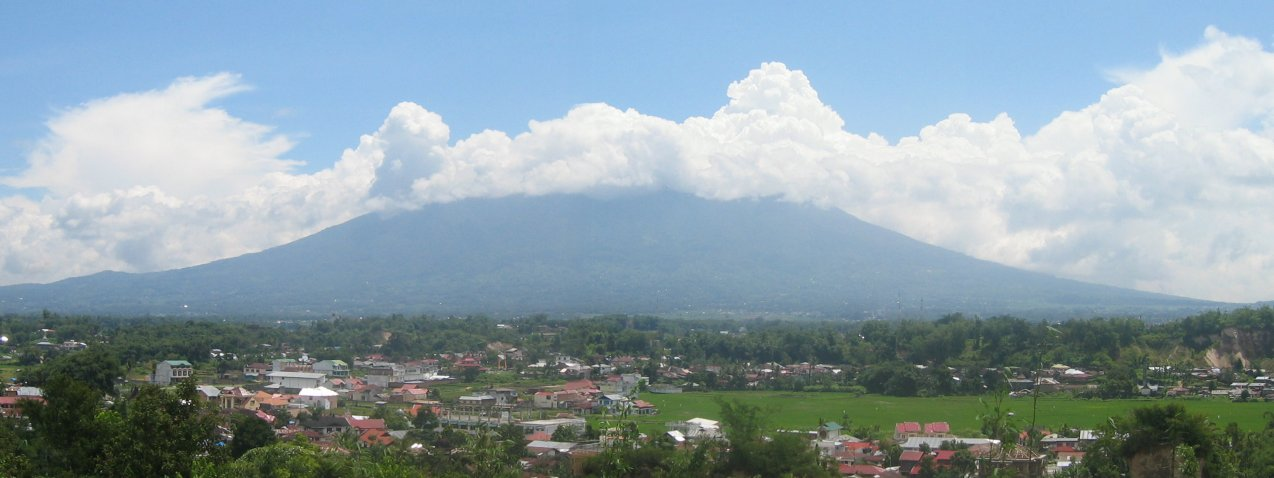
マラピ山

伝統的なミナンカバウにおける修史であるタンボ（tambo）において、ミナンカバウの世界観とその慣習を知ることが可能である。ミナンカバウにおける修史はオーラル・ヒストリーによって、ミナンカバウ人が文字を持つまでは紡がれてきた。ミナンカバウ人は、初めはマラピ山のそばに船で着いたという。ミナンカバウ人の人口が増え、水資源が乏しくなるようになると、マラピ山周辺の斜面や渓谷に移り住むようになった。このミナンカバウ人が最初に住んでいた地域をダレック（darek）と呼ぶ。ダレックは、現在のリマプル・コタ（en）、タナ・ダタール（en）、アガム（en）によって、構成されている。タンボでは、この航海でたどり着いた人々は、アレクサンドロス大王の子孫であると主張する。

## 文化
ミナンカバウ人は、世界で最大の母系社会を形成している。土地や住宅のような財産は母から娘へと受け継がれる。学者の間で議論となっているのは、母系社会による相続制度の起源をミナンカバウ人の「ディアスポラ(ミナンカバウ語でmerantau)」に求めている。ミナンカバウ人の男性は、マレー群島から財宝を探しにあるいは商いを求め、故地を発つようになる。
7歳になると、ミナンカバウ人の少年は、親元を離れ、スラウ（surau）に住むようになる。スラウとは宗教施設と共同体の中心的施設である。そこで、少年たちは宗教とアダットを学び、ティーンエージャーになると故郷を離れ、勉学に勤しむ、あるいは、社会的経験を積み、成人すると故郷へ戻り、少年時代に獲得した経験を共同体へ還元していく。
多くのインドネシアにおける都市や町では、この伝統に基づいて、ミナンカバウ人の共同体が形成されているが、各地に散らばった共同体とミナンカバウ人の故地との紐帯は強い。とりわけ、マレーシアのヌグリ・スンビラン州では、ミナンカバウ人文化の影響が色濃く残る。
故郷を去ってからもなお、勉学に重心を置くこの伝統によって、ミナンカバウ人はインドネシアにおける教育界の中心的な役割を果たしてきたし、多くの人材を輩出することとなった。ミナンカバウ人を出自とする大臣も多く、初代副大統領であるモハマド・ハッタをはじめ、インドネシアにおける初代女性大臣もまたミナンカバウ人の学者であった。
また、商いを業とする人々が多いこととあいまって、ミナンカバウ人はインドネシアにおいて、優秀な詩人、作家、政治家、学者、宗教的指導者を輩出してきた。ミナンカバウ人が敬虔なムスリムであるため、彼らの多くはイスラームの教えの理想像を現代社会に導入しようとしてきたし、その上彼らの知的素養がミナンカバウ人の民族的な自尊心を涵養してきたこともあり、インドネシア独立において、ミナンカバウ人は大きな役割を果たすこととなった。
今日では、自然と環境を融合させた観光が西スマトラ州における経済活動に重要な経済活動となりつつある。

### 祝祭・儀式

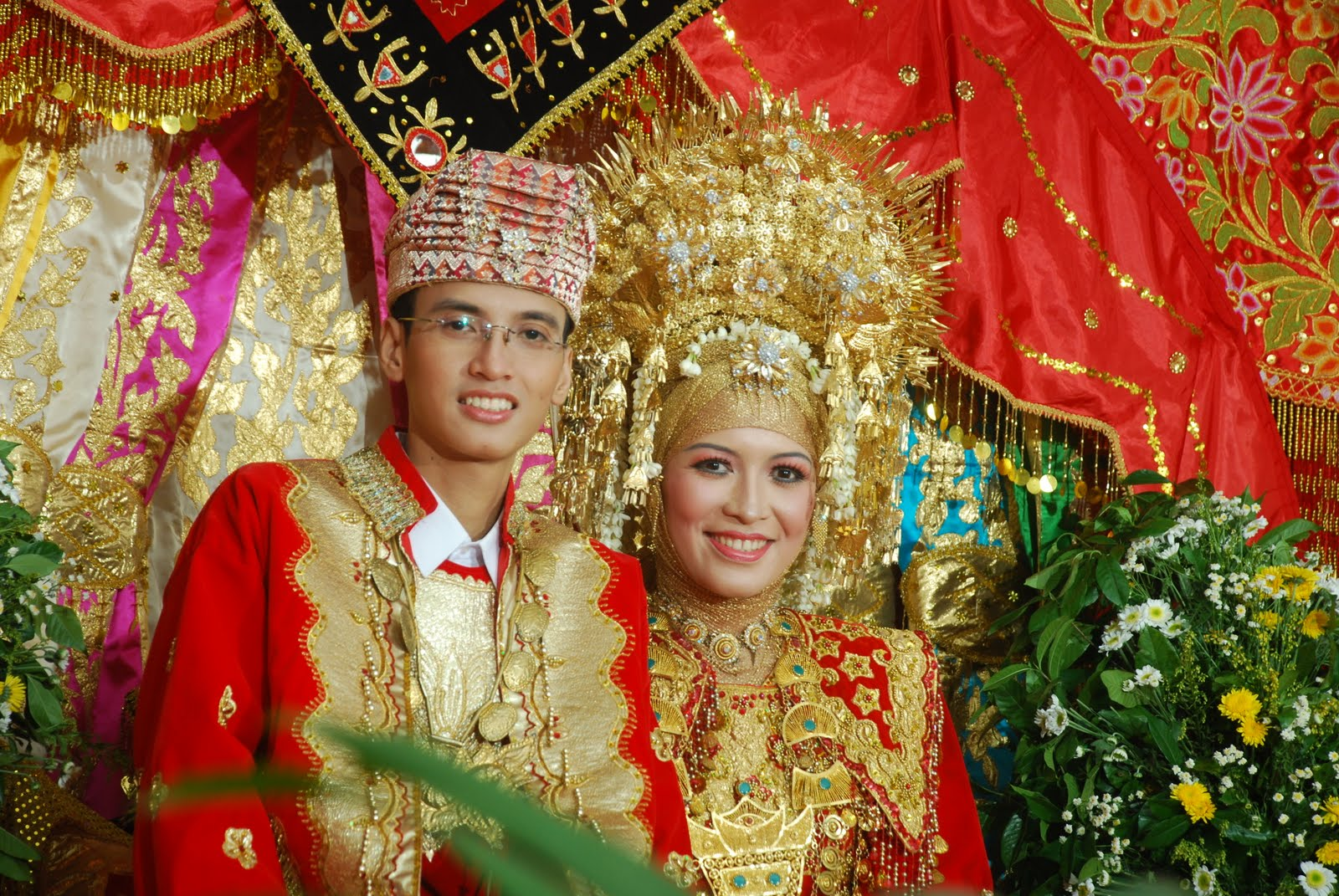
インドネシアの結婚式（ミナンカバウ人）

ミナンカバウ人の祝祭は以下のようなものがある。
- トゥルン・マンディ（Turun mandi）-　赤ちゃんを祝福する儀式。
- スナト・ラスル（Sunat rasul） -  割礼の儀式。
- バラレク（Bralek） - 結婚の儀式。
- バタガック・パングル（Btagak pangulu） - クラン（clan）のリーダーの就任の儀式。この儀式は7日間あるいはそれ以上続く。
- トゥルン・カ・サワー（Turun ka sawah） - 共同体の勤労に対しての儀式。
- マニャビク（Manyabik） - 収穫祭。
- ハリ・ラヤ（en） - イスラームのお祭り。
- アダットの儀式。
- 葬式。
- イノシシを渉猟する祭り。
- マアンタ・パブコアン - ラマダンの際に義母に食物を送る儀式。
- タブイク（en） -  港町パリアマンにおけるイスラームのお祭り。
- タナー・タ・スィラー（Tanah Ta Sirah）- クランのリーダーが死亡した際に数時間内に開催されるリーダーの就任式。
- マンバンキク・バタン・タランダム（Mambangkik Batang Tarandam） - クランのリーダーが死亡して10年から50年、あるいはそれ以上に開催されるリーダーの就任式。

### 芸能
伝統的なミナンカバウ人の音楽は、サルアン・ジョ・デンダン（saluang jo dendang）と呼ばれる。この音楽は、伝統的な竹笛であるサルアン（en）とタレンポン（en）と呼ばれる銅鑼によって構成される。皿を使った舞踊であるタリ・ピリン（tari piring）、傘を使った舞踊であるタリ・パユン（Tari Payung）も行われている。シラットのデモンストレーションも行われている。
ランダイ（en）とは、演奏、歌唱、踊り、演劇、シラットが協力して構成される伝統的な舞台である。ランダイは、伝統的な儀式あるいは祝祭の際には、日常的に開催されている。円形劇場においてランダイは開催され、観衆と演者が一体となる。

### 工芸
典型的なミナンカバウの村では、サトウキビやアシの小物、金や銀の装飾品、織物、木工品、刺繍、陶器、金工品を作成している。

### 料理

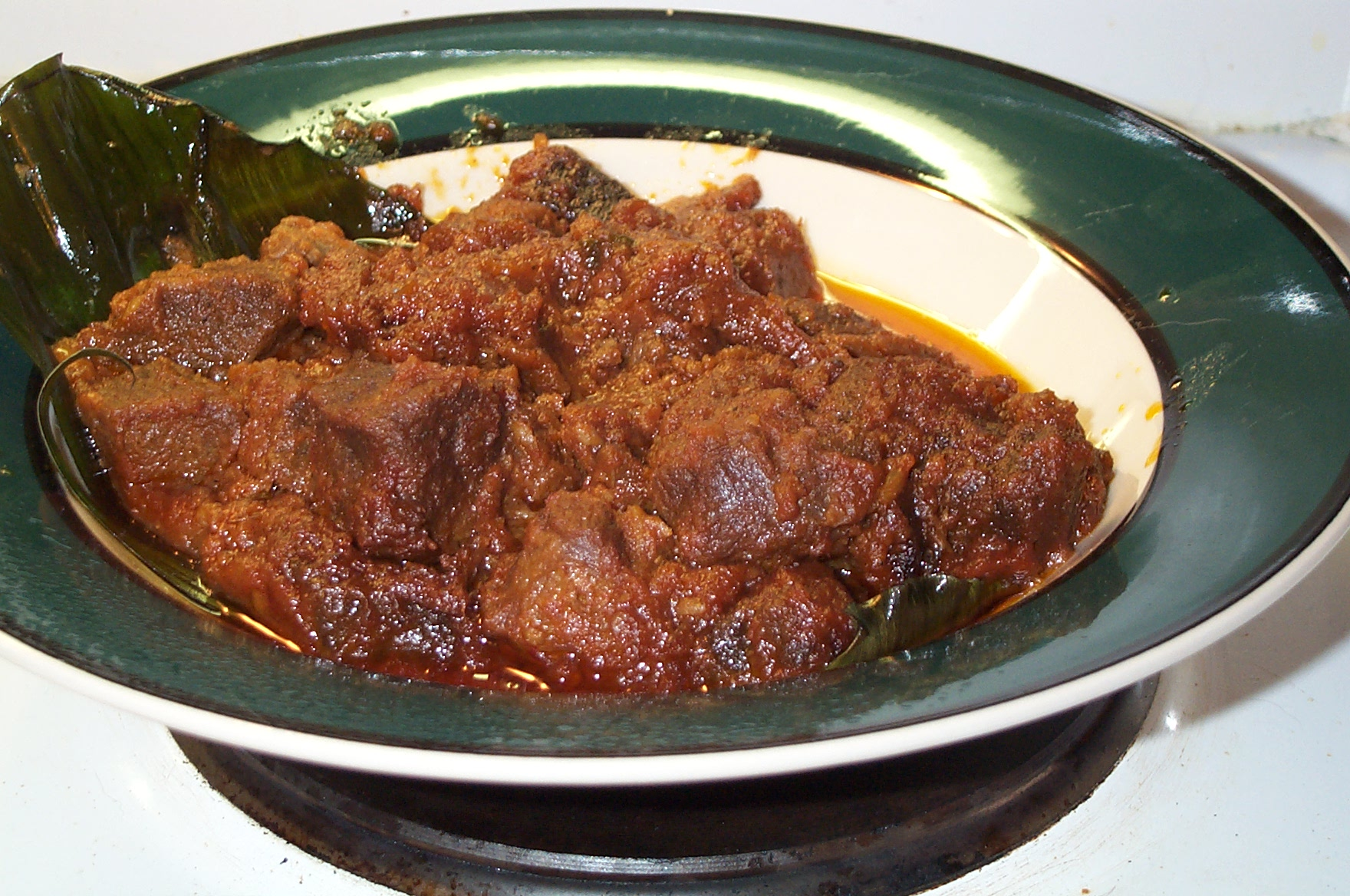
ルンダン

典型的なミナンカバウ人の料理は、米、魚、ココナツ、葉野菜、唐辛子を使う。特別な場合を除き、肉類を用いることは限られていて、牛肉と鶏肉が主に摂取される肉類である。豚肉は、ハラルではないため使用されることはまずなく、一方で、羊、ヤギ、猟獣もまれに摂取される。辛味がミナンカバウ料理の特色であり、香草とともに、唐辛子、ターメリック、ショウガが使われている。野菜は一日に二回ないしは三回の食事で摂取され、果物は主に旬のものを摂取されるが、バナナ、パパイヤ、柑橘類は一年中入手が可能である。
1日に3回の食事が、ミナンカバウ人の標準的な食事スタイルであり、昼食が最も重要な食事とされている。もっとも、ラマダンの際は、例外であり昼食は摂取できない。食卓は、ご飯、揚げた魚、ココナッツミルクが中心であり、朝食と夕食の際にはこれに若干のバリエーションが加わる。菓子類に関しては、田舎に居住するものよりもむしろ、都会に居住するものが摂取することが多い。西洋料理がミナンカバウ人の食卓に上ることはない。
ルンダンは1年に4から5回は食卓に上る機会のある、典型的なミナンカバウ料理である。そのほかの有名な料理では、アサム・パデ、ソト・パダン、サテ・パダン、デンデン・バラド（牛肉のチリソース）がある。
食事はミナンカバウ人の儀式において中心的な役割を果たしている。
ミナンカバウ料理は、インドネシア人の間では人気も高く、インドネシア国中にミナンカバウ料理（パダン料理）のレストランがある。西スマトラ州の州都の名前にちなんで名づけられた「ナシ・パダン」を掲げた店では多くのミナンカバウ料理を食べることが可能であり、「ナシ・カパウ」を掲げている店では、ナシ・パダンとともにブキティンギ郊外のカパウのミナンカバウ料理を食べることが出来る。

### 建築
ルマ・ガダン（ミナンカバウ語:「大きな家」）とは、ミナンカバウ独特の外装を施した、水牛の角型をした屋根の先端部分（ゴンジョンと呼ぶ）を持つ建築様式の住居である。ミナンカバウ人の家屋は、ゴンジョンを持つ家屋と持たない家屋とに区別される。さらに、コト・ピリアン様式とボディ・チャニアゴ様式の2つに分類される。その分類様式は前者には家屋の両端あるいは一方の端が他の部屋よりも床が少し高くしつらえた2ないし3階から構成される特別な部屋であるアンジュンを持つ。
ルマ・ガダンを理解する上で理解が必要なのは、ミナンカバウ人の社会が母系社会であり、家屋の持ち主が女性であるということ、また、夫による「通い婚」がなお残ることである。
ルマ・ガダンの内部構造は、公的空間と私的空間に区別される。広間が玄関を入って正面に設けられ、奥に入るほど私的空間となる。玄関を入って正面の最奥部に台所が設けられもっとも私的な空間となる。正面の左側は女性のための空間であり、最も左翼の1番よい場所に最も若い末娘と子供のための部屋が設けられる。部屋の数は構成員によってまちまちであるが、平均で6から7部屋となる。したがって、結婚した順番より最も左翼から台所に近い中央部にそれぞれの部屋の持ち主は移動することとなり、女性は再生産の年齢を過ぎると使用していた部屋を娘に譲渡し、母親は広間あるいは台所の片隅で過ごすこととなる。

## 言語
ミナンカバウ人は、オーストロネシア語族に属するマレー・ポリネシア語派のミナンカバウ語を話す。ミナンカバウ語は、マレーシアのヌグリ・スンビラン・マレー語（en）との類似性が強い。ヌグリ・スンビラン州は、ミナンカバウ人の多くが移住した地域でもある。ミナンカバウ語は、いくつかの方言グループに分類することが可能ではあるが、多くのミナンカバウ人にとって、その方言を区別することは容易である。方言の相違の多くは発音のレヴェルであり、また、一方で、語彙のレヴェルの一部にも見受けられる。ミナンカバウ語における方言は、地域的なものによって生じており、その相違の理由をそれぞれの村の習慣や伝統の相違に求めることが可能である。それぞれの村において生じた方言は、ミナンカバウ語を母語にする人にとってすれば、そのわずかな相違をすぐ見抜くことが出来る程度のものである 。パダン方言がミナンカバウ人の異なる地域に住んでいる人々の共通語になりつつある。
ミナンカバウ人の社会では、異なった社会的場面での2言語の使用をしなければならない状況にある。日常会話の場面においてはミナンカバウ語を用いる一方で、公的な場、すなわち、教育現場、あるいは親戚や友人に手紙を書くような局面に立たされた場合はインドネシア語を使用している。ミナンカバウ語はもともとアラビア文字から派生したジャウィ文字を使用していたが、19世紀になるとラテン文字化が進み、1976年にはミナンカバウ語の表記はラテン文字で標準化された。

## 慣習と宗教

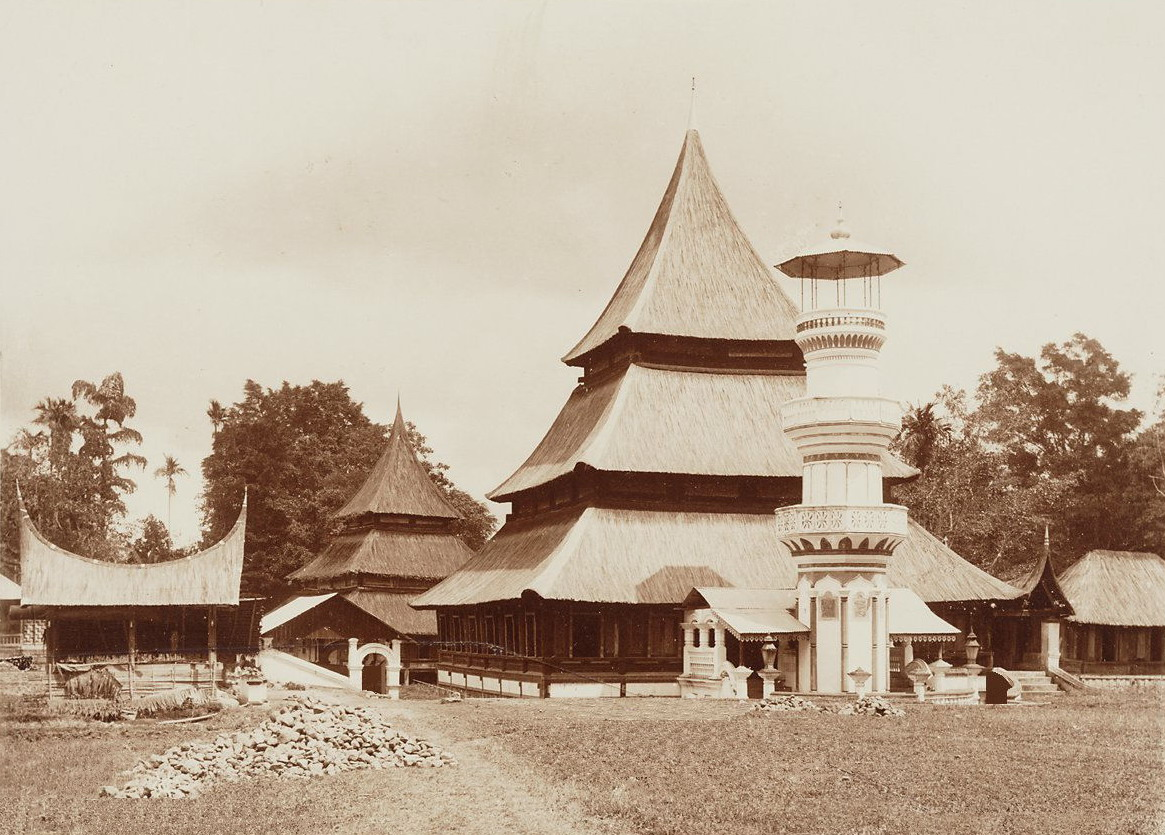
ミナンカバウのモスク

ミナンカバウ人にとって、アニミズム（精霊信仰）は重要な構成要素である。それは、16世紀にミナンカバウ人の社会にイスラームが浸透してからも変わらない。
とはいえ、ミナンカバウにおける宗教を論じるうえで重要な視点は、在来の精霊信仰が外来のイスラームの思想との対立をいかに同一化していったかという視点である。ミナンカバウのイスラーム化がほぼ完了したのは18世紀末のことであり、この時点では、「アダットは社会的調和をイスラームは自己と宇宙秩序の調和の達成に貢献するもの」、「アダットとイスラームは対等の相互関係を形成し、ひとつの分離できない構成要素」であった。
この関係が変わるのは、1803年にワッハーブ派の影響を受けたハジ・ミスキンをはじめとする3人のウラマーがメッカからの巡礼（ハッジ）から帰国したことによる。
当時のミナンカバウ社会は、経済的には繁栄をしていたものの、その反動として道徳的には退廃していた。そのことは、ミナンカバウ社会にアヘンや賭博が横行していたこと、レイプ、殺人、強盗、人身売買といった犯罪が多発化していたこと、また、商人間のトラブルも多く発生していた。ミスキンたちは、イスラームの教義を前面に押し出し、ミナンカバウ社会に蔓延していた社会的退廃を追放しようとした。この運動のことをパドリ運動と呼ぶ。
パドリ運動はオランダの介入を受けたことにより挫折を余儀なくされたが、「アダットはイスラーム基礎を置き、イスラームはクルアーンに基礎を置く」ということわざに顕れているように、「イスラームの教義が、アダットの最高のカテゴリーとしての「永遠なる自然の法則」の中に統合されたことを意味する」のである。

## 主なミナンカバウ人

### 政治家
- アグス・サリム - 1947年から1949年の間、インドネシアの外務大臣を勤めた、インドネシア建国に貢献した活動家。
- モハマッド・ハッタ - 初代インドネシア副大統領（在任期間:1945年8月18日-1956年12月1日）
- タン・マラカ - インドネシア独立戦争期に活動した革命家。
- シャフリル - インドネシア社会党を率いた。初代首相。
- アブドゥル・ハリム - 第4代インドネシア首相（在任期間:1950年1月16日-9月5日）

### 文学者
- マラー・ロエスリ（en） - 小説"Siti Nurbaya"でミナンカバウ母系社会における女性の結婚を記した小説家。
- アブドゥル・ムイス - インドネシア独立を支持した作家、ジャーナリスト。
- スータン・タクディル・アリスジャバナ（en） - 北スマトラ州出身の小説家、詩人。